# ديليا كازانوفا
ديليا كازانوفا (بالإسبانية: Delia Casanova)‏ هي ممثلة مكسيكية، ولدت في 4 نوفمبر 1948 في المكسيك. بدأت مشوارها المهني سنة 1972، ومن الجوائز التي نالتها جائزة أرييل لأفضل ممثلة ‏ سنة 1989.

## جوائز وترشيحات
جوائز
- جائزة أرييل لأفضل ممثلة [الإنجليزية]‏ (1989)

ترشيحات
- جائزة أرييل لأفضل ممثلة [الإنجليزية]‏ (1984)

## وصلات خارجية
- ديليا كازانوفا على موقع IMDb (الإنجليزية)
- ديليا كازانوفا على موقع قاعدة بيانات الفيلم (الإنجليزية)